# Personlighed
Personlighed er et begreb, der dækker alle former for adfærd hos et individ. Skønt det ofte defineres som et stabilt sæt af karakteristika, som gør os unikke, er der inden for psykologien en heftig debat, om det nu forholder sig sådan eller ej. Personlighed defineres her alt efter teoretisk ståsted. Trækteori mener, at personlighed er noget stabilt, som kan måles på forskellige skalaer som "likeability".
Freud og psykoanalysen definerer personlighed som resultatet af alle de indre processers rasen mod hinanden, i form af superego, ego og id m.m. 
Socialkonstruktionismens teorier lægger vægt på, at menneskets personlighed også skal ses i den kontekst - social, temporal m.m. - mennesket befinder sig i. 
Ordet "personlighed" kan også dække: hun er en personlighed". Det kan enten betyde, at hun er berømt, eller at hun har er unik.

## Personlighed og hjernen
Når man sammenholder personlighed med målinger på hjernen, sker det ofte ved hjælpe af kvantitative tal for karaktertræk baseret på en trækteori.
For eksempel har studier søgt efter en korrelation mellem karaktertrækkene udadvendthed/ neuroticisme og tykkelsen af hjernebarken målt med en MR-hjerneskanner.
Der findes også en mængde studier, der har undersøgt sammenhængen mellem karaktertræk og specifikker gener.

## Konstruktion af systemer
Systemer over personlighed – specielt inden for trækteorien – kan konstrueres ved at analysere forsøgspersonens brug af tillægsord og navneord. 
Et studie lod for eksempel en række personer bruge type-navneord som "idiot" og "helt" til at beskrive dem selv og andre, og anvendte derefter faktoranalyse på datasættet for at finde personlighedsdimensioner.